# .укр
.укр (punycode: .xn--j1amh, Україна) — в Интернете, интернационализированное доменное имя национального домена верхнего уровня.
Украинский сетевой информационный центр, имея полномочия от правительства Украины, 16 ноября 2009 года подал в ICANN заявку на домен «.укр».
В ходе подачи материалов заявки в таблицу допустимых символов при регистрации кириллических доменных имен впервые был включён символ апострофа (U+02BC) не в качестве разделительного знака, а именно в качестве буквы, а также буквы «Ґ-ґ», «Ї-ї», «І-і», «Є-є», с целью отражения всего множества слов украинского языка.
Целесообразность применения апострофа (U+02BC) была рассмотрена рабочей группой ICANN Cyrillic Case Study group, в состав которой вошли и украинские представители. Апостроф рекомендовалось употреблять, если он не является знаком препинания, разделяющим буквы, а является частью слова. В поддержку применения апострофа в адрес рабочей группы ICANN Cyrillic Case Study group было направлено письмо.
УСИЦ был разработан проект «Правил регистрации доменных имен» с учётом предыдущих результатов заседаний регламентного комитета УСИЦ и положений Концепции развития национального домена.
1 марта 2011 года ICANN объявила об успешном завершении этапа String Evaluation для украинской заявки на домен .укр.
28 февраля 2013 года на заседании совета директоров ICANN приняла решение делегировать Украине домен .укр.
21 августа 2013 года стал доступен первый сайт в доменной зоне .укр, — сайт Президента Украины: президент.укр.
17 октября 2013 года на заседании координационного совета Украинского сетевого информационного центра был определён оператор реестра домена .укр — ООО «Технический центр Интернет».
4 ноября 2013 года была открыта регистрация в домене .укр для владельцев торговых марок.
4 апреля 2014 года была открыта регистрация в зоне .укр для всех желающих.
За год в домене .укр было зарегистрировано 8 тыс. сайтов.
Список аккредитованных регистраторов в зоне .укр представлен на сайте УСИЦ.